# 糠秕琼楠
糠秕琼楠（学名：Beilschmiedia furfuracea）为樟科琼楠属下的一个种。

## 扩展阅读
維基物種上的相關：糠秕琼楠